# Karang Makmur
Karang Makmur is een bestuurslaag in het regentschap Musi Banyuasin van de provincie Zuid-Sumatra, Indonesië. Karang Makmur telt 2467 inwoners (volkstelling 2010).